# Partners
Partners (en Latinoamérica: Socios, en España: Algo más que colegas) es una película estadounidense de género cómico del año 1982, dirigida por James Burrows e interpretada por Ryan O'Neal y John Hurt. La película viene a ser la "versión amable" de A la caza.

## Tema
Dos agentes de policía tienen que hacerse pasar por pareja para intentar esclarecer el asesinato de un joven homosexual.

## Argumento
Tras el asesinato de un joven homosexual, el capitán Wilkins idea que el mujeriego sargento Benson y el amanerado policía Fred Kerwin -que está dentro del armario-, se hagan pasar por pareja de amantes para investigar dicho asesinato, de manera que se infiltren en los ambientes frecuentados por la víctima.